# Кололо, Жан-Блез
Жан-Блез Кололо (фр. Jean-Blaise Kololo; 1952 — 28 апреля 1999) — конголезский дипломатический и государственный деятель, занимавший должность министра иностранных дел в переходном правительстве премьер-министра Андре Милонго.

## Политическая карьера
Профессор политологии, был членом Конголезского движения за демократию и всеобщее развитие (КДДВР), возглавляемого Бернаром Колеласом, в начале 1990-х годов и участвовал в Национальной конференции, проходившей в феврале-июне 1991 года. На Национальной конференции был включён в комитет по разработке внутренних правил. По итогам конференции был назначен министром иностранных дел в переходном правительстве премьер-министра Андре Милонго.
Покинул КДДВР в 1994 году и основал новую партию — «Конголезский альянс за единство и народные свободы». Затем президент Республики Конго Паскаль Лиссуба назначил его Верховным комиссаром по правам человека. В разгар гражданской войны в конце июля 1997 года призвал Францию не признавать никаких «политических лидеров вооружённых формирований».
Во время декабрьских беспорядков 1998 года в Браззавиле бежал из арондисмана Баконго и провёл три месяца, скрываясь в департаменте Пул, прежде чем переправиться через реку Конго в Киншасу. К тому времени находился в состоянии полного изнеможения и был госпитализирован в Киншасе. Посланник президента Дени Сассу-Нгессо предложил оплатить перелёт Жана-Блеза Кололо в Европу для срочного лечения, но бельгийская авиакомпания Sabena отказалась принять его в качестве пассажира 27 апреля 1999 года, опасаясь, что он умрёт во время перелёта. На следующий день, 28 апреля 1999 года, он скончался в Киншасе от амёбиаза.